# Saint-Gatien-des-Bois
Saint-Gatien-des-Bois est une commune française située dans le département du Calvados et dans la région Normandie, peuplée de 1 313 habitants.
Avant la création de L'Oudon par fusion de communes en 1973, Saint-Gatien-des-Bois était la commune du Calvados la plus étendue.

## Géographie

### Localisation
La commune est au nord du pays d'Auge. Son bourg est à 8 km au nord de Pont-l'Évêque, à 9,5 km au sud d'Honfleur et à 10 km à l'est de Deauville.
Couvrant 4 911 hectares, le territoire de Saint-Gatien-des-Bois est très nettement le plus étendu du canton de Honfleur-Deauville.

### Communes limitrophes
| Pennedepie, Cricquebœuf, Trouville-sur-Mer              | Barneville-la-Bertran                      | Équemauville, Gonneville-sur-Honfleur |
| Touques, Bonneville-sur-Touques, Englesqueville-en-Auge | Saint-Gatien-des-Bois                      | Fourneville, Le Theil-en-Auge         |
| Canapville, Saint-Martin-aux-Chartrains                 | Tourville-en-Auge, Coudray-Rabut, Surville | Saint-Benoît-d'Hébertot, Vieux-Bourg  |

### Hydrographie
La commune est située dans le bassin Seine-Normandie. Elle est drainée par la Claire, le cours d'eau 02 de la commune de Saint-Gatien-des-Bois, le Douet, le ruisseau de la Basse Rue, le ruisseau des Ouis, le ruisseau de la Planche du Theil, le fossé 12 de la commune de Saint-Gatien-des-Bois, le ruisseau de Barneville, le cours d'eau 10 de la commune de Saint-Gatien-des-Bois, le cours d'eau 01 de la commune de Barneville-la-Bertrain, le fossé 09 de la commune de Saint-Gatien-des-Bois, le Douet Merderet, le fossé 04 de la commune de Saint-Gatien-des-Bois, le fossé 03 de la commune de Saint-Gatien-des-Bois, le fossé 01 de la commune de Saint-Gatien-des-Bois, le Douet, le ruisseau de la Vivette, le ruisseau de la Fontaine Saint-Leger, le fossé 01 du Lieu Biteux, le ruisseau de la Fontaine Puante, le cours d'eau 01 de la Fontaine Balan, le fossé 01 de Vilembert, le fossé 54 de la commune de Saint-Gatien-des-Bois, le fossé 59 de la commune de Saint-Gatien-des-Bois, le cours d'eau 49 de la commune de Saint-Gatien-des-Bois, le cours d'eau 02 de la commune d'Englesqueville-en-Auge, le fossé 02 du Bois Champ-Martin et divers autres petits cours d'eau,.

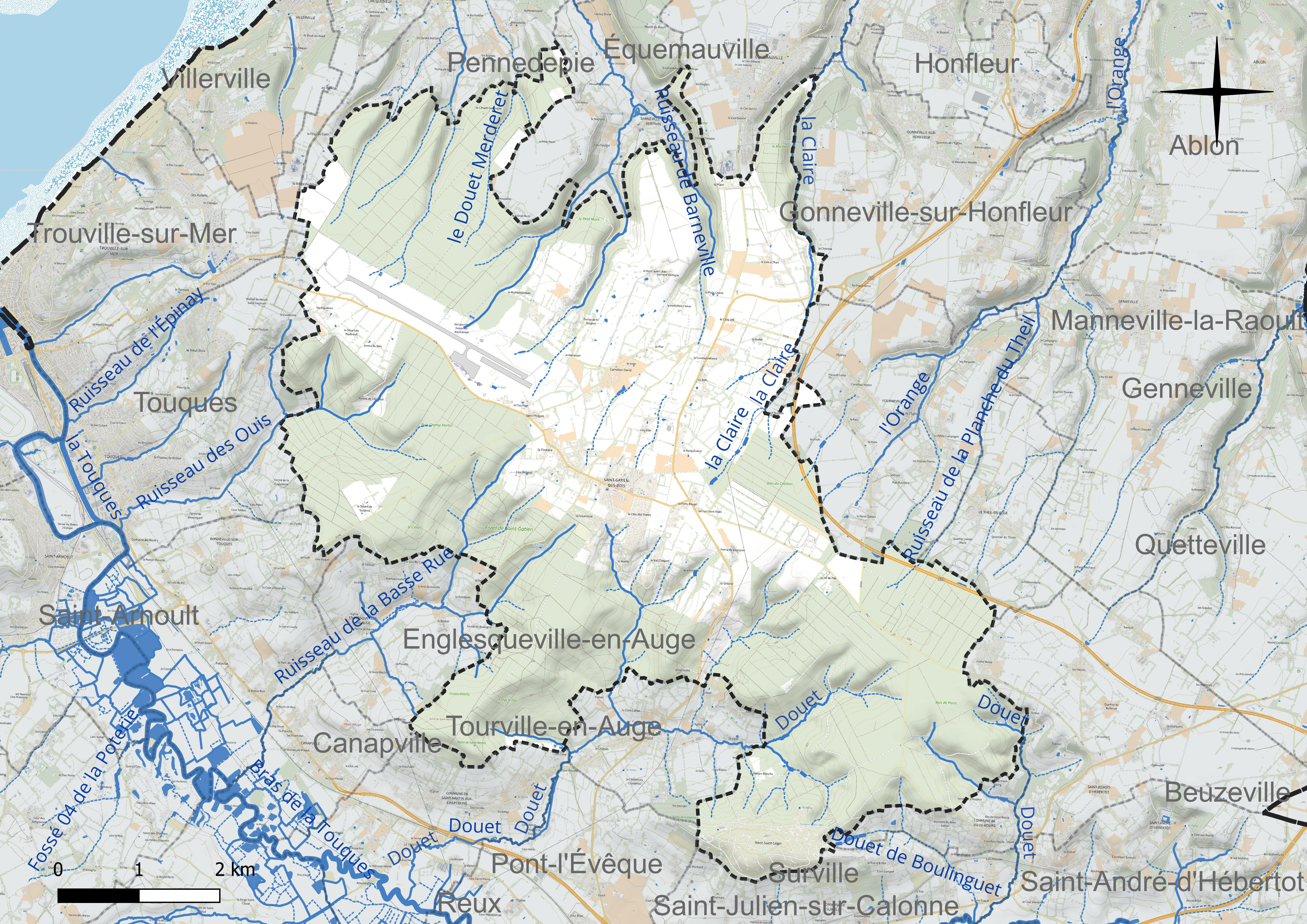
Réseau hydrographique de Saint-Gatien-des-Bois.

### Climat
Pour des articles plus généraux, voir Climat de la Normandie et Climat du Calvados.
En 2010, le climat de la commune est de type climat océanique franc, selon une étude du Centre national de la recherche scientifique s'appuyant sur une série de données couvrant la période 1971-2000. En 2020, Météo-France publie une typologie des climats de la France métropolitaine dans laquelle la commune est exposée à un climat océanique et est dans la région climatique Côtes de la Manche orientale, caractérisée par un faible ensoleillement (1 550 h/an) ; forte humidité de l'air (plus de 20 h/jour avec humidité relative > 80 % en hiver), vents forts fréquents.
Pour la période 1971-2000, la température annuelle moyenne est de 10 °C, avec une amplitude thermique annuelle de 12,7 °C. Le cumul annuel moyen de précipitations est de 904 mm, avec 13,4 jours de précipitations en janvier et 8,7 jours en juillet. Pour la période 1991-2020, la température moyenne annuelle observée sur la station météorologique installée sur la commune est de 11,0 °C et le cumul annuel moyen de précipitations est de 920,4 mm,. Pour l'avenir, les paramètres climatiques de la commune estimés pour 2050 selon différents scénarios d'émission de gaz à effet de serre sont consultables sur un site dédié publié par Météo-France en novembre 2022.
| Mois                                  | jan.             | fév.             | mars            | avril           | mai           | juin           | jui.           | août          | sep.            | oct.          | nov.          | déc.             | année      |
| ------------------------------------- | ---------------- | ---------------- | --------------- | --------------- | ------------- | -------------- | -------------- | ------------- | --------------- | ------------- | ------------- | ---------------- | ---------- |
| Température minimale moyenne (°C)     | 2,5              | 2,4              | 4,1             | 5,6             | 8,5           | 11,3           | 13,2           | 13,4          | 11,1            | 8,7           | 5,4           | 3                | 7,4        |
| Température moyenne (°C)              | 5                | 5,3              | 7,5             | 9,7             | 12,7          | 15,5           | 17,4           | 17,5          | 15,2            | 12            | 8,2           | 5,5              | 11         |
| Température maximale moyenne (°C)     | 7,4              | 8,2              | 11              | 13,9            | 16,9          | 19,7           | 21,6           | 21,7          | 19,2            | 15,3          | 10,9          | 8,1              | 14,5       |
| Record de froid (°C) date du record   | −17,8 17.01.1985 | −14,2 21.02.1956 | −9,1 08.03.1971 | −3,3 12.04.1986 | −0,6 14.05.10 | 1,3 03.06.1962 | 5,9 04.07.1968 | 6 18.08.1970  | 2,1 30.09.18    | −3,1 24.10.03 | −7,1 29.11.10 | −10,3 24.12.1963 | −17,8 1985 |
| Record de chaleur (°C) date du record | 16,8 01.01.22    | 20,9 28.02.1960  | 24,2 31.03.21   | 26,7 19.04.18   | 30,6 27.05.05 | 35 29.06.19    | 39,4 25.07.19  | 37,7 10.08.03 | 33,2 02.09.1961 | 28,9 01.10.11 | 21,3 01.11.15 | 16,4 19.12.15    | 39,4 2019  |
| Ensoleillement (h)                    | 66,8             | 81,4             | 127,6           | 177,9           | 190           | 203,3          | 205,3          | 196,2         | 160             | 113,4         | 70,7          | 58,3             | 1 650,7    |
| Précipitations (mm)                   | 77,9             | 64,4             | 61,2            | 60,4            | 65,3          | 68,3           | 64,2           | 81,4          | 80,4            | 95,3          | 94,5          | 107,1            | 920,4      |

| Diagramme climatique                                  |            |           |             |             |              |              |              |              |             |             |           |
| J                                                     | F          | M         | A           | M           | J            | J            | A            | S            | O           | N           | D         |
| 7,42,577,9                                            | 8,22,464,4 | 114,161,2 | 13,95,660,4 | 16,98,565,3 | 19,711,368,3 | 21,613,264,2 | 21,713,481,4 | 19,211,180,4 | 15,38,795,3 | 10,95,494,5 | 8,13107,1 |
| Moyennes : • Temp. maxi et mini °C • Précipitation mm |            |           |             |             |              |              |              |              |             |             |           |

## Urbanisme

### Typologie
Au 1er janvier 2024, Saint-Gatien-des-Bois est catégorisée commune rurale à habitat dispersé, selon la nouvelle grille communale de densité à 7 niveaux définie par l'Insee en 2022.
Elle est située hors unité urbaine. Par ailleurs la commune fait partie de l'aire d'attraction de Trouville-sur-Mer, dont elle est une commune de la couronne,. Cette aire, qui regroupe 35 communes, est catégorisée dans les aires de moins de 50 000 habitants,.

### Occupation des sols
L'occupation des sols de la commune, telle qu'elle ressort de la base de données européenne d'occupation biophysique des sols Corine Land Cover (CLC), est marquée par l'importance des forêts et milieux semi-naturels (59,2 % en 2018), une proportion sensiblement équivalente à celle de 1990 (58,9 %). La répartition détaillée en 2018 est la suivante : 
forêts (58,4 %), prairies (24,9 %), terres arables (6,3 %), espaces verts artificialisés, non agricoles (3,4 %), zones industrielles ou commerciales et réseaux de communication (3,2 %), zones urbanisées (3 %), milieux à végétation arbustive et/ou herbacée (0,7 %). L'évolution de l'occupation des sols de la commune et de ses infrastructures peut être observée sur les différentes représentations cartographiques du territoire : la carte de Cassini (XVIIIe siècle), la carte d'état-major (1820-1866) et les cartes ou photos aériennes de l'IGN pour la période actuelle (1950 à aujourd'hui).

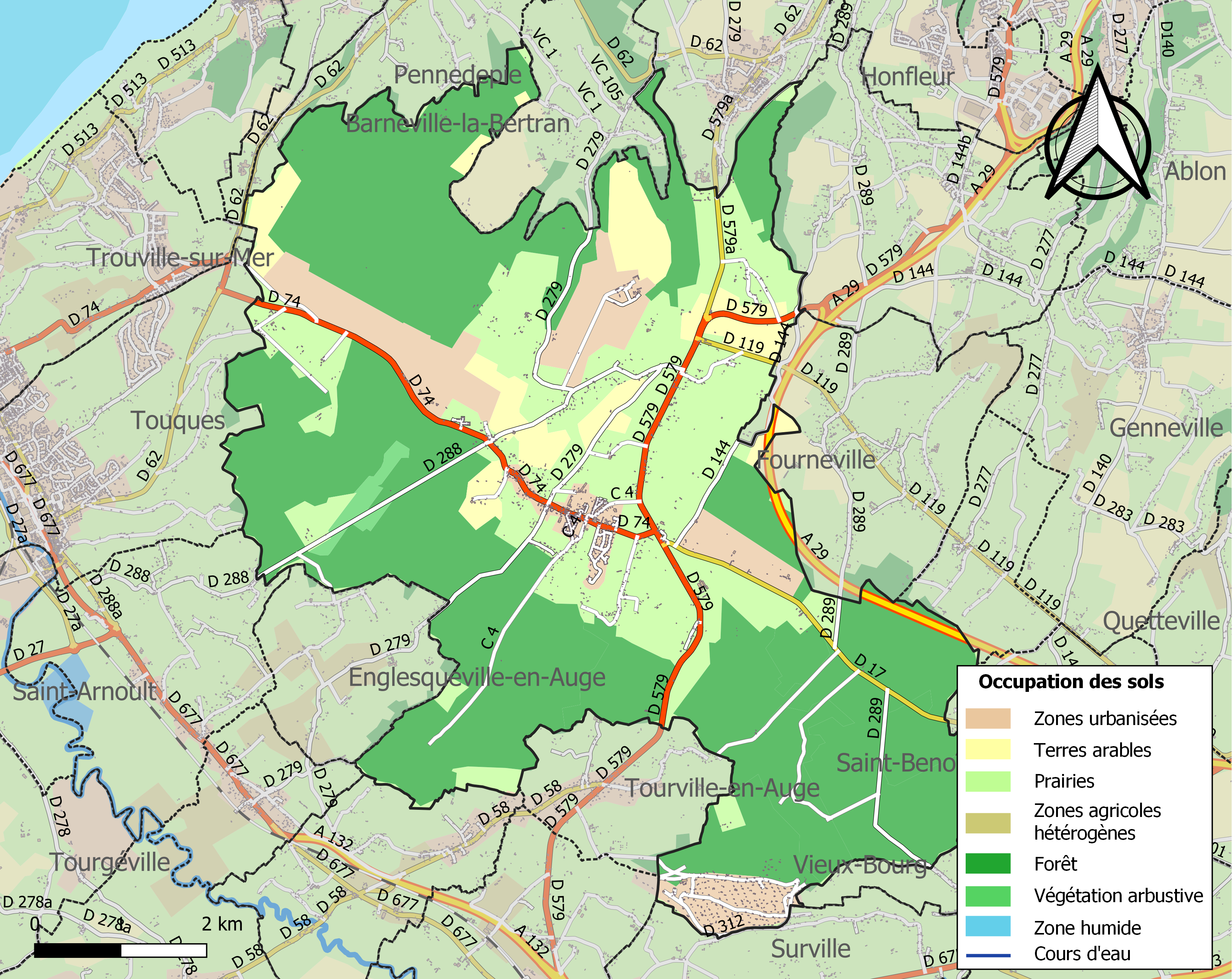
Carte des infrastructures et de l'occupation des sols de la commune en 2018 (CLC).

## Toponymie
Le toponyme est attesté sous les formes Sanctus Gatianus, ; Sanctus Gacianus, Sanctus Ursinus au XIVe siècle ; Saint-Gatian en 1620 ; St Gaſtien des Bois au XVIIIe siècle ; Saint-Gatien-Mont en 1801 ; Saint-Gatien-des-Bois en 1957.
La paroisse est dédiée à Gatien de Tours, premier évêque de Tours, au IIIe siècle.
Le gentilé est Saint-Gatiennais.

## Histoire
À la fin du XVIIIe siècle, Saint-Gatien (1 043 habitants en 1793) absorbe Le Mont-Saint-Jean (26 habitants) au nord de son territoire. La nouvelle commune prend alors le nom de Saint-Gatien-Mont, puis le change pour Saint-Gatien-des-Bois en 1957.

## Politique et administration
| Période                                  | Période    | Identité          | Étiquette | Qualité                       |
| ---------------------------------------- | ---------- | ----------------- | --------- | ----------------------------- |
| 1936                                     | 1941       | Georges Pougheol  |           |                               |
| janvier 1998                             | avril 2009 | Michel Brangbour  | DVD       | Retraité (secteur automobile) |
| juin 2009                                | En cours   | Philippe Langlois | SE        | Conseiller agricole           |
| Les données manquantes sont à compléter. |            |                   |           |                               |

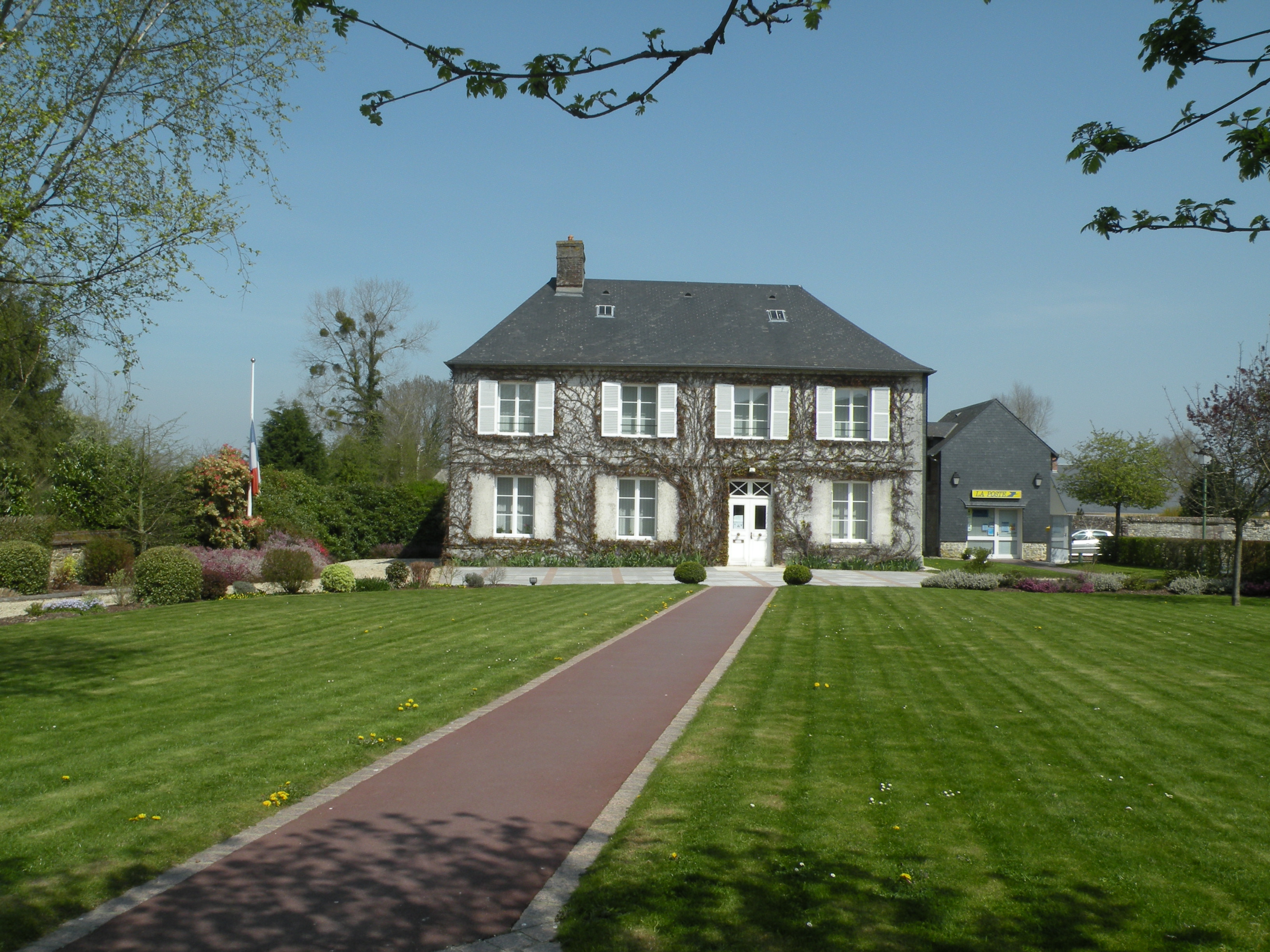
La mairie.

Le conseil municipal est composé de quinze membres dont le maire et une adjoint.

## Démographie
L'évolution du nombre d'habitants est connue à travers les recensements de la population effectués dans la commune depuis 1793. Pour les communes de moins de 10 000 habitants, une enquête de recensement portant sur toute la population est réalisée tous les cinq ans, les populations de référence des années intermédiaires étant quant à elles estimées par interpolation ou extrapolation. Pour la commune, le premier recensement exhaustif entrant dans le cadre du nouveau dispositif a été réalisé en 2008.
En 2022, la commune comptait 1 313 habitants, en évolution de +1,78 % par rapport à 2016 (Calvados : +1,58 %, France hors Mayotte : +2,11 %).
Saint-Gatien-des-Bois avait compté jusqu'à 1 214 habitants en 1806 puis la population était redescendu à 807 (1968). Le précédent maximum fut dépassé en 2006 (1 312 habitants).
| 1793  | 1800  | 1806  | 1821  | 1831  | 1836  | 1841  | 1846  | 1851  |
| ----- | ----- | ----- | ----- | ----- | ----- | ----- | ----- | ----- |
| 1 043 | 1 037 | 1 214 | 1 025 | 1 052 | 1 081 | 1 126 | 1 123 | 1 076 |

| 1856  | 1861 | 1866  | 1872 | 1876 | 1881 | 1886 | 1891  | 1896  |
| ----- | ---- | ----- | ---- | ---- | ---- | ---- | ----- | ----- |
| 1 016 | 999  | 1 050 | 973  | 976  | 973  | 961  | 1 032 | 1 020 |

| 1901  | 1906 | 1911 | 1921 | 1926 | 1931 | 1936 | 1946 | 1954 |
| ----- | ---- | ---- | ---- | ---- | ---- | ---- | ---- | ---- |
| 1 039 | 990  | 936  | 871  | 881  | 888  | 843  | 845  | 890  |

| 1962 | 1968 | 1975 | 1982  | 1990  | 1999  | 2006  | 2008  | 2013  |
| ---- | ---- | ---- | ----- | ----- | ----- | ----- | ----- | ----- |
| 850  | 807  | 983  | 1 054 | 1 182 | 1 163 | 1 312 | 1 354 | 1 288 |

| 2018  | 2022  | - | - | - | - | - | - | - |
| ----- | ----- | - | - | - | - | - | - | - |
| 1 338 | 1 313 | - | - | - | - | - | - | - |

## Culture locale et patrimoine

### Lieux et monuments

#### Monuments historiques
La commune compte deux monuments historiques :
- le chalet d'Ulric Guttinguer est situé dans la forêt au nord du territoire communal. Il a été inscrit par arrêté du 3 octobre 1983[54] ;
- le colombier de la ferme d'Herbigny, inscrit par arrêté du 9 septembre 1933[55].

#### Autres sites et monuments
- L'aéroport de Deauville-Normandie est implanté sur la commune.
- Église Saint-Gatien du XIXe siècle avec certaines parties du XVe et du XVIe.
- Église du Mont-Saint-Jean du XVIIe siècle, transformée en grange. Désigné sous le nom d'Herbigny sur la carte de Cassini, le mont-Saint-Jean était un fief donné au XIIe siècle à l'ordre du Temple par  Bertran de Barneville, sire de Roncheville. Les templiers l'ont placé sous la protection de Jean le Baptiste[56].
- Le calvaire avec Jésus, Marie et Jean sur la route départementale 579.
- Manoirs.

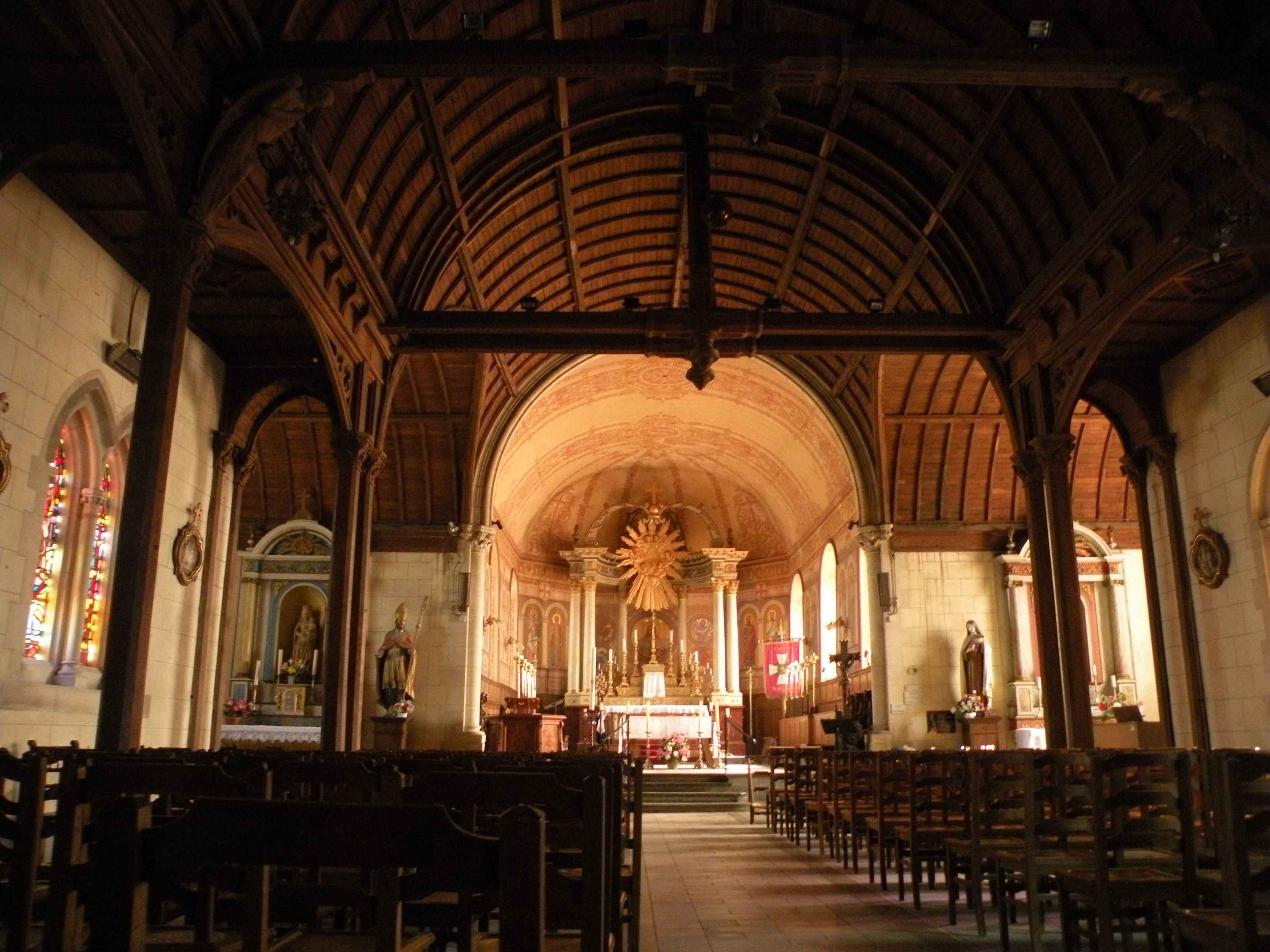
Vue intérieure de l'église.
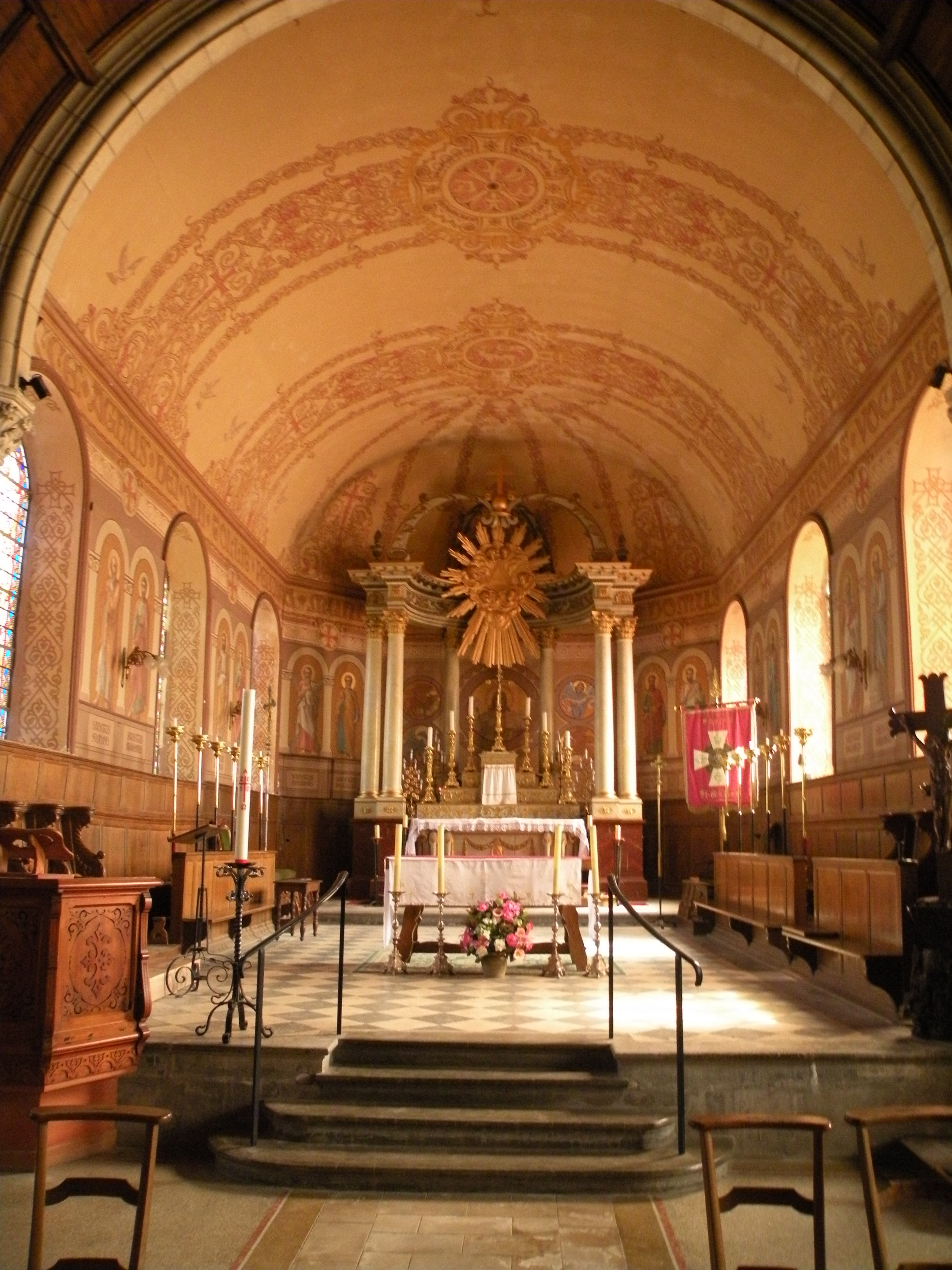
Le chœur de l'église.
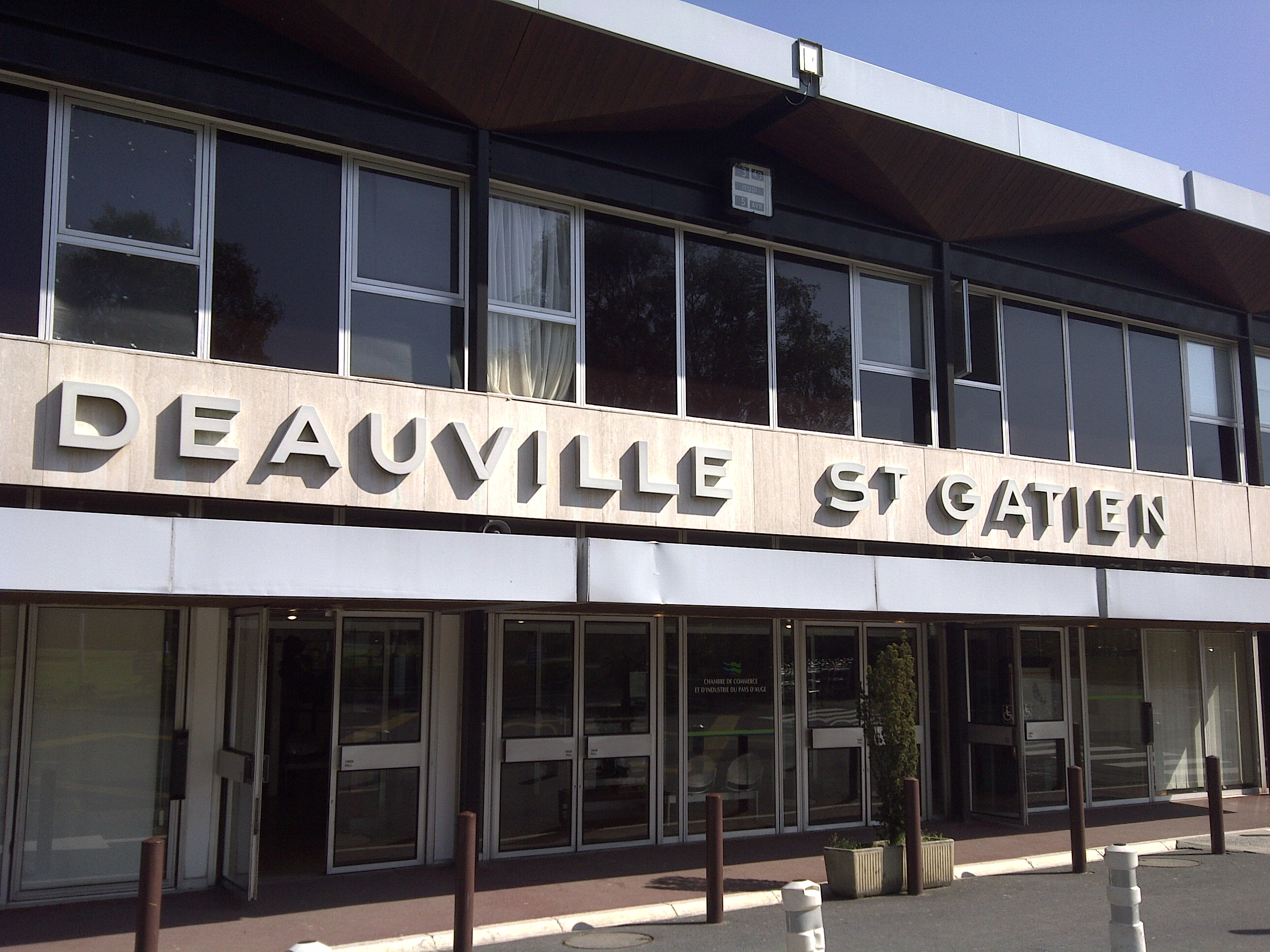
L'aéroport de Deauville - Normandie.

### Activité et manifestations

#### Jumelages
- Morchard Bishop (Royaume-Uni) depuis 1979.

### Personnalités liées à la commune
- Saint Jean Paul II est venu à Saint-Gatien-des Bois le 2 juin 1980 avant de reprendre l'avion pour l'Italie.
- Ulric Guttinguer (1787-1866), poète et romancier, a fait construire un chalet dans la forêt, à Saint-Gatien, et y a écrit certaines œuvres, notamment Arthur.
- Ernest Paul (1881-1964), cycliste français, y est décédé.

### Héraldique
| Blason de Saint-Gatien-des-Bois | Blason  | Parti : au 1er d'or au chêne de sinople, au 2e d'azur à la crosse d'argent, le tout sommé d'un chef de gueules chargé d'un sanglier au naturel armé et allumé d'argent. |
| Blason de Saint-Gatien-des-Bois | Détails | Création Jean-François Binon. |